# Teoria zderzeń
Teoria zderzeń – teoria chemii fizycznej zakładająca, że reakcje chemiczne zachodzą na skutek zderzeń reagujących ze sobą cząsteczek.
Zgodnie z teorią zderzeń szybkość reakcji jest proporcjonalna do częstotliwości zderzania się ze sobą reagujących cząsteczek, przy czym współczynnik proporcjonalności jest funkcją rozkładu ich energii kinetycznej, a zatem również średniej ich prędkości. Teoria ta zakłada, że aby doszło do utworzenia lub zerwania wiązania chemicznego, energia zderzenia musi być większa od energii aktywacji danej reakcji.
W fazie gazowej, zgodnie z klasyczną teorią gazu doskonałego prędkość cząsteczek jest funkcją temperatury. Po połączeniu wzoru na zależność prędkości cząsteczek od temperatury z definicją stałej szybkości reakcji Svante Arrhenius wyprowadził ogólny wzór wiążący stałą od temperatury i energii aktywacji reakcji chemicznych zachodzących w fazie gazowej, nazywany równaniem Arrheniusa.